# Марко Асенсио
Марко Асенсио Вилемсен (на испански: Marco Asensio Willemsen; роден на 21 януари 1996 г. в Палма де Майорка) е испански футболист, играе като полузащитник и се състезава за английския Астън Вила.

## Клубна кариера

### Майорка
Асенсио започва кариерата си в отбора от родния си град Майорка. През сезон 2013/14 година е промотиран във втория отбор на клуба в Терцера дивисион. Дебюта си за първия отбор на Майорка прави на 23 октомври 2013 година, записвайки шест минути при загубата като гост срещу Рекреативо в мач от Сегунда дивисион. Впоследствие записва нови шест минути игра, появявайки се като резерва при равенството 0:0 срещу Луго.
На 16 март 2014 година Асенсио вкарва своя първи гол в професионалната си кариера при домакинската победа с 2:0 над Тенерифе. Новия треньор на Майорка Валери Карпин го прави титуляр и Асенсио отбелязва голове срещу Осасуна, Депортиво Алавес и Лягостера в рамките на един месец.

### Реал Мадрид
На 5 декември 2014 година подписва шест годишен договор с испанския гранд Реал Мадрид, а сумата по трансфера е 3,9 милиона евро, но оставайки да играе за досегашния си отбор до края на сезона.
На 20 август 2015 година, след като участва в предсезонната подготовка на Реал Мадрид, Асенсио е пратен под наем за сезон 2015/16 в елитния Еспаньол. На 19 септември 2015 година дебютира за каталунския отбор, играейки 86 минути при победата с 3:2 над Реал Сосиедад. Завършва сезона с 12 асистенции и четири гола в елита за Еспаньол.
През сезон 2016/17 Марко се завръща в Реал Мадрид. Първия мач, в който взима участие е на 9 август 2016 година в мача за Суперкупата на УЕФА, играейки през всичките 120 минути при победата с 3:2 след продължения срещу отбора на Севиля. 12 дни по-късно записва и първия си старт за Реал, вкарвайки и гол при победата с 3:0 срещу Реал Сосиедад.
В дебютния си сезон за Реал в Примера дивисион Асенсио записва 23 мача и три гола, а отбора му печели първа титла на страната от 2012 година.
На 3 юни 2017 година Асенсио отбелязва гол във финала на Шампионска лига при победата с 4:1 над италианския шампион Ювентус, а отбора му печели своята 12-а титла в най-престижния клубен турнир в Европа.

## Национален отбор
На 26 март 2015 година Асенсио прави своя дебют за националния отбор на Испания до 21 години, заменяйки Жерар Деулофеу при победата с 2:0 в приятелска среща срещу Норвегия до 21 години, играна в Картахена.
През юли 2015 година Марко е част от състава на Испания до 19 години, който печели Европейското първенство до 19 години в Гърция. На полуфинала отбелязва и двата гола при победата над Франция до 19 година в Катерини.
На 17 май 2016 година Асенсио и съотборника му в Еспаньол Пау Лопес са повикани от Висенте дел Боске в състава на Испания за контролата срещу Босна и Херцеговина. На 29 май записва своя дебют в мач срещу отбора на Швейцария. Асенсио започва като титуляр, а Испания печели срещата с 3:1.

## Успехи

### Реал Мадрид
- Примера дивисион: 2016/17, 2019/20, 2021/22
- Купа на краля: 2022/23
- Суперкупа на Испания: 2017, 2022
- Шампионска лига: 2016/17, 2017/18, 2021/22
- Суперкупа на УЕФА: 2016, 2017, 2022
- Световно клубно първенство на ФИФА: 2016, 2017, 2018, 2022

### Пари Сен Жермен
- Лига 1: 2023/24
- Купа на Франция: 2023/24
- Суперкупа на Франция: 2023

### Национален отбор
Испания
- Лига на нациите на УЕФА: 2022/23

Испания до 19 години
- Европейско първенство до 19 години: 2015

### Индивидуални
- Европейско първенство до 19 години: Най-добър играч на първенството